# 俄罗斯苏维埃联邦社会主义共和国邮电人民委员部
苏俄邮电人民委员部，是俄罗斯苏维埃联邦社会主义共和国政府中主管邮政、电报、电话与无线电广播的行政机构。

## 历史
1917年十月革命后成立该部，继承了克伦斯基临时政府邮电部的产业与职员、保留了其组织架构。
1918年11月21日，苏联人民委员会发布法令，邮局开始发行报刊。
1918年与1919年，邮电人民委员部出版《邮政与电报》杂志。
根据列宁的建议，1921年1月邮电人民委员部建立了无线电电话部门。1921年9月2日，列宁给邮电人民委员瓦列里安·多夫加列夫斯基的信和给秘书的指示
　
　　致邮电人民委员
　　　　
　　多夫加列夫斯基同志：
　　
　　请您告诉我，我们的无线电话情况如何。
　　
　　（1）莫斯科中央电台是否在工作？如果在工作，每天几小时？能通话多少俄里？　
　
　　如果没有工作，缺少什么？

　　（2）是否在制造（制造多少？）能收听莫斯科讲话的收音机和装置？

　　（3）能使整个大厅（或广场）听到莫斯科声音的扩音器和装置搞得怎么样了？

　　等等。

　　我很担心此事又“睡大觉了”（俄罗斯的奥勃洛摩夫[233]们有一个可恶的习惯，他们总是把一切的一切都弄得昏昏欲睡）。

　　“答应”了许多次，而期限早已过去了！

　　此事对我们来说（特别是对于东部的宣传工作）是非常重要的。在这件事情上拖延或怠惰就是犯罪。

　　所有这些设备国外都已经有了；可以而且必须去购置所缺少的器材。很可能有的地方存在着犯罪性的怠惰现象。

　　人民委员会主席

　　弗·乌里扬诺夫（列宁）

　　1921年9月2日
　　

邮电人民委员多夫加列夫斯基1921年9月16日回信说，目前在莫斯科只有霍登卡无线电台安装有无线电话装置，但由于现有的技术设备不够，这个电台还没有启用。邮电人民委员部计划在1922年4月1日前建立4座接收发射电台（莫斯科—哈尔科夫—新尼古拉耶夫斯克和塔什干）和2000个地方接收台。信中还谈到下诺夫哥罗德电实验所在制造适合使用的扩音器方面进行了成功的试验。 
1922年最高国民经济会议成立了电气技术托拉斯，由弱电工厂组成，以监督通信设备工厂的生产。1922年，在莫斯科成立世界第一个无线电广播电台，功率12千瓦。
二十年代初期，开始用飞机运送信件。
1923年11月12日，苏俄邮电人民委员部改为苏联邮电人民委员部。

## 邮票
发行邮票除了财务目的，还用于宣传。 1921年成立了俄罗斯集邮局.
1921年12月发行了4种附捐邮票，面值2,250 卢布，其中2,000卢布捐赠救助饥荒.

RSFSR stamps of a 1921 Pomgol famine relief issue
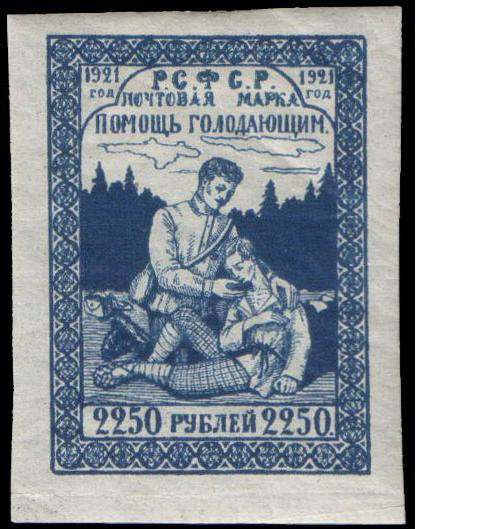
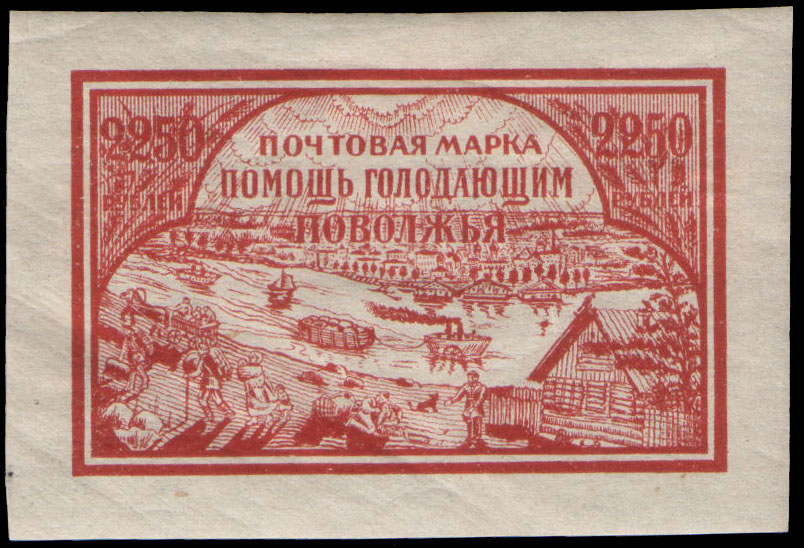
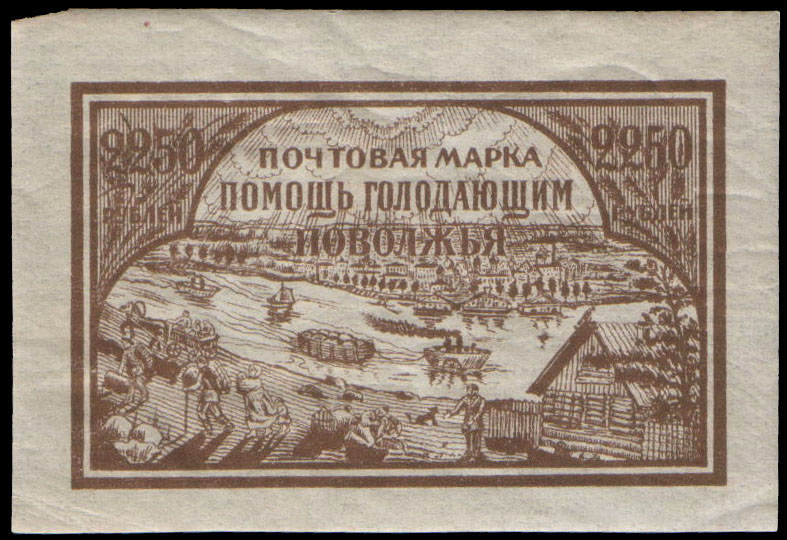
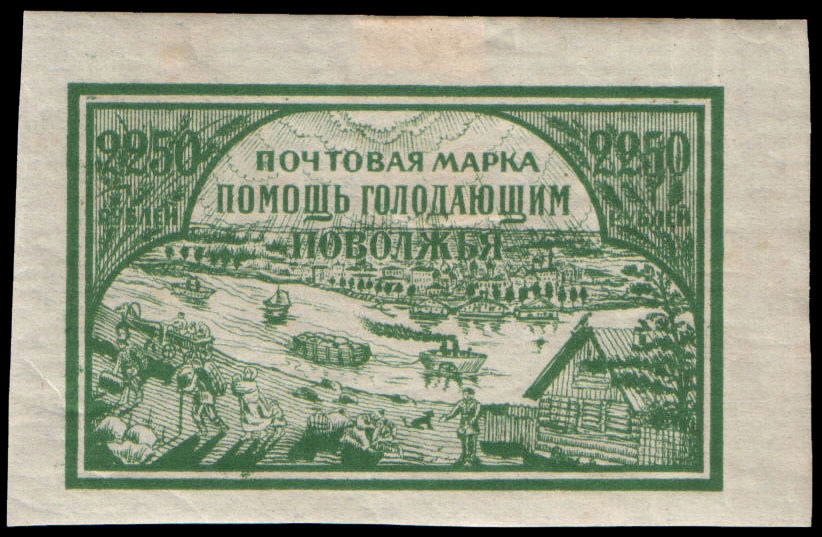

1922年8月19日 俄罗斯帝国邮票加盖印戳″为了儿童而集邮″
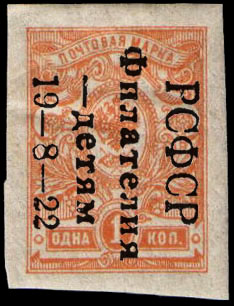
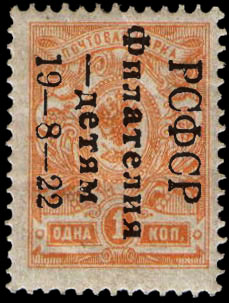
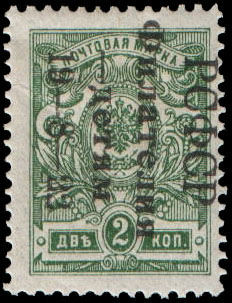
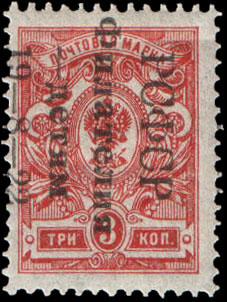
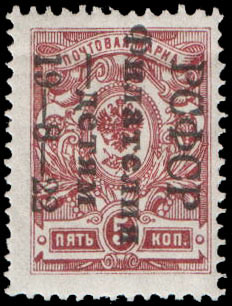
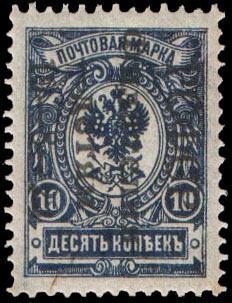

1923年5月1日 苏俄邮票加盖″为了工人而集邮″
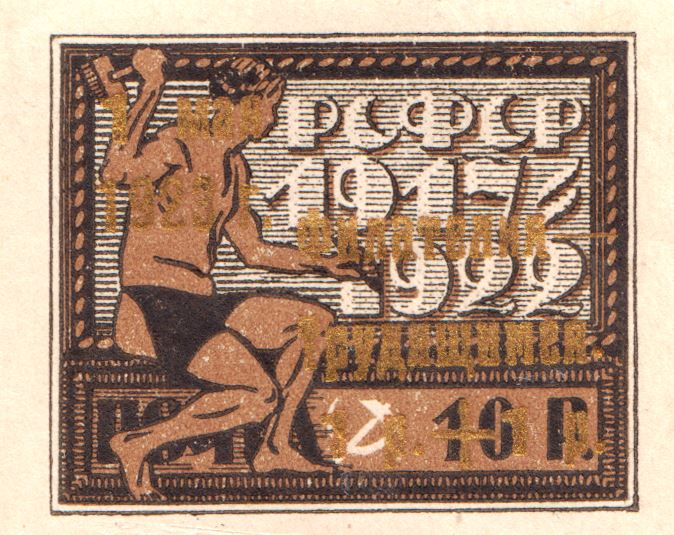
Gold overprint
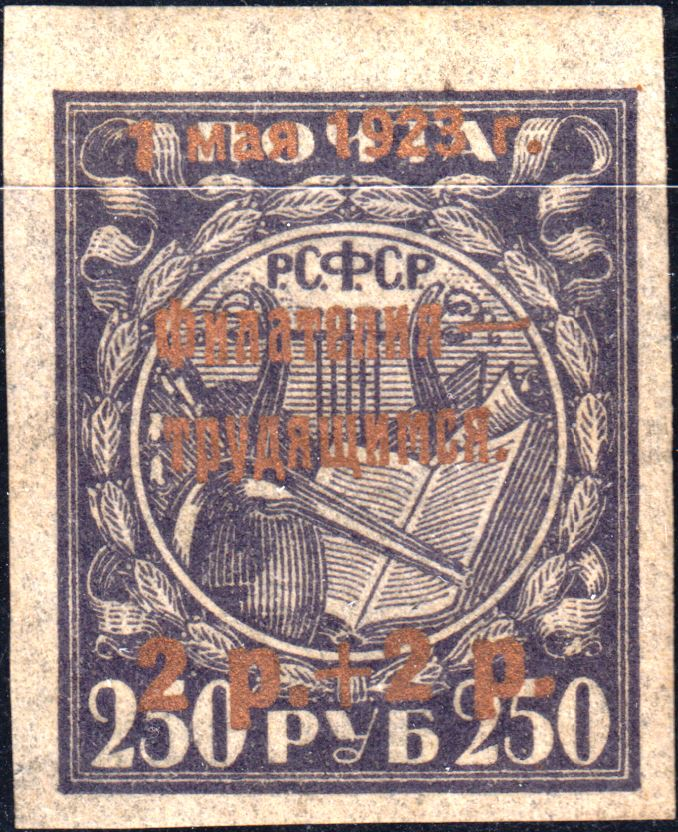
Bronze overprint
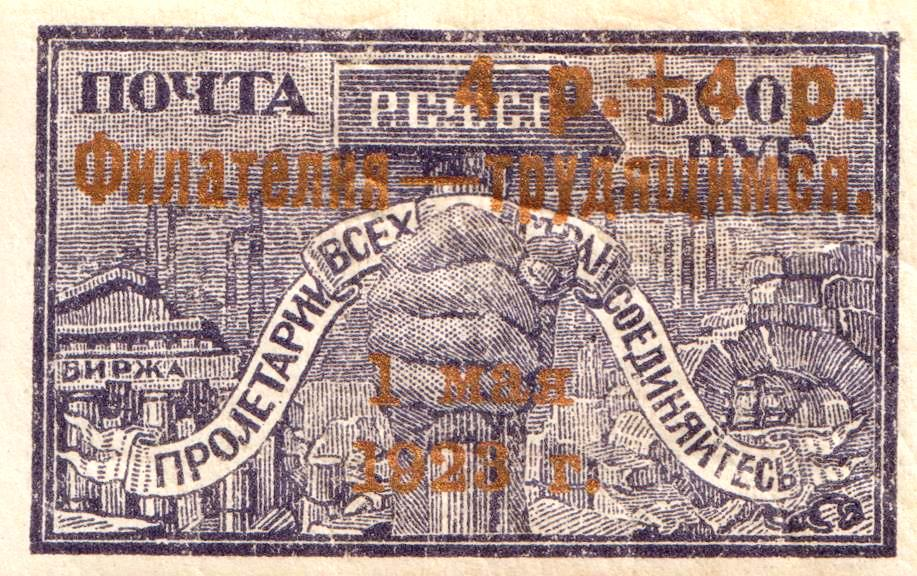
Bronze overprint
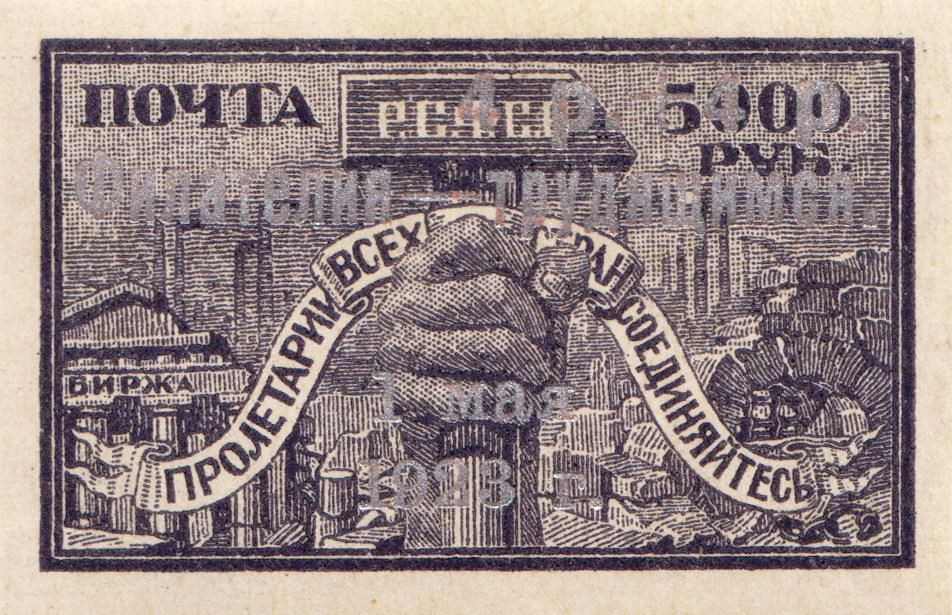
Silver overprint
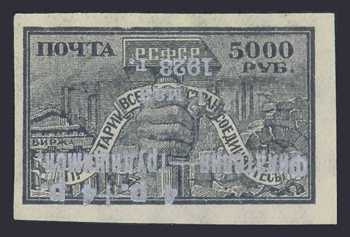
Silver overprint invert
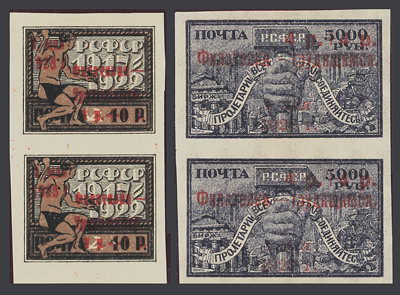
Red overprint

## 邮电人民委员
| 邮电人民委员                             | 任期                           |
| ---------------------------------------- | ------------------------------ |
| 尼古拉·格列博夫-阿维洛夫                 | 1917年11月8日 – 1917年12月23日 |
| 普·佩·普罗相(亚美尼亚人、左派社会革命党) | 1917年12月23日 – 1918年3月11日 |
| 瓦迪姆·波德贝尔斯基                      | 1918年3月11日 – 1920年3月1日   |
| 阿尔捷米·莫索耶维奇·柳博维奇             | 1920年3月1日 – 1921年1月1日    |
| 瓦列里安·多夫加列夫斯基                  | 1921年1月1日 – 1923年11月12日  |